# Estado Barquisimeto
El Estado Barquisimeto fue una antigua división administrativa de los Estados Unidos de Venezuela ubicada al noroeste del país. Fue creado el 22 de abril de 1864 a través de la constitución de ese año, que elevó a las antiguas provincias en estados federados.

## Historia
El estado se fusionó en 1879 con los de Falcón y Yaracuy (con excepción del distrito Nirgua) para crear el Estado Norte de Occidente, que en 1881 pasó a llamarse «Estado Lara» y que perduró hasta 1899, año en el cual Yaracuy se separó y Lara adquirió su configuración territorial actual.

## División territorial
El Estado Barquisimeto estaba dividido en 1864 en los departamentos de Barquisimeto, Cabudare, Quíbor, El Tocuyo, Urdaneta y Carora.